# Natação no Campeonato Mundial de Esportes Aquáticos de 2009 - 4x100 m medley masculino
A prova do revezamento 4x100 metros medley feminino da natação no Campeonato Mundial de Esportes Aquáticos de 2009 ocorreu no dia 2 de agosto no Stadio del Nuoto em Roma.

## Recordes
Antes desta competição, os recordes mundiais e do campeonato nesta prova eram os seguintes:
| Tipo                  | Atleta         | Tempo   | Local     | Data                 | Ref |
| --------------------- | -------------- | ------- | --------- | -------------------- | --- |
|                       | Estados Unidos | 3:29,34 | Pequim    | 17 de agosto de 2008 | ver |
| Recorde do campeonato | Estados Unidos | 3:31,54 | Barcelona | 27 de julho de 2003  | ver |

## Medalhistas
| Ouro | Prata                                                                         | Bronze |
| Estados Unidos · Aaron Peirsol · Eric Shanteau · Michael Phelps · David Walters · Mattew Grevers* · Mark Gangloff* · Tyler McGill* · Nathan Adrian* | Alemanha · Helge Meeuw · Hendrik Feldwehr · Benjamin Starke · Paul Biedermann | Austrália · Ashley Delaney · Brenton Rickard · Andrew Lauterstein · Matthew Targett · Christian Sprenger* |

*Nadaram apenas as eliminatórias, mas receberam medalhas

## Resultados

### Eliminatórias
Estes são os resultados das eliminatórias:
| Pos. | País                       | Tempo   | Bateria | Raia | Notas                 |
| ---- | -------------------------- | ------- | ------- | ---- | --------------------- |
| 1    | GER Alemanha               | 3:29.48 | 3       | 7    | Recorde do campeonato |
| 2    | AUS Austrália              | 3:29.84 | 4       | 4    |                       |
| 3    | USA Estados Unidos         | 3:29.94 | 5       | 4    |                       |
| 4    | FRA França                 | 3:30.09 | 3       | 6    |                       |
| 5    | BRA Brasil                 | 3:30.25 | 4       | 3    |                       |
| 6    | RUS Rússia                 | 3:30.55 | 5       | 5    |                       |
| 7    | GBR Grã-Bretanha           | 3:30.68 | 3       | 5    |                       |
| 8    | JPN Japão                  | 3:30.74 | 3       | 4    |                       |
| 9    | CAN Canadá                 | 3:31.02 | 5       | 2    |                       |
| 10   | RSA África do Sul          | 3:31.53 | 5       | 3    |                       |
| 11   | NZL Nova Zelândia          | 3:31.58 | 4       | 5    |                       |
| 12   | ESP Espanha                | 3:32.11 | 3       | 3    |                       |
| 13   | ITA Itália                 | 3:33.42 | 5       | 6    |                       |
| 14   | GRE Grécia                 | 3:35.33 | 4       | 6    |                       |
| 15   | LTU Lituânia               | 3:35.40 | 4       | 0    |                       |
| 16   | CHN China                  | 3:35.86 | 4       | 7    |                       |
| 17   | ISR Israel                 | 3:36.23 | 5       | 8    |                       |
| 18   | SLO Eslovênia              | 3:36.79 | 1       | 8    |                       |
| 19   | UKR Ucrânia                | 3:36.99 | 1       | 7    |                       |
| 20   | CZE Chéquia                | 3:37.10 | 1       | 4    |                       |
| 21   | ROU Romênia                | 3:37.57 | 4       | 2    |                       |
| 21   | BLR Bielorrússia           | 3:37.57 | 5       | 7    |                       |
| 23   | KAZ Cazaquistão            | 3:38.65 | 4       | 1    |                       |
| 24   | IRL Irlanda                | 3:39.87 | 2       | 4    |                       |
| 25   | SUI Suíça                  | 3:41.10 | 1       | 6    |                       |
| 26   | EST Estônia                | 3:43.12 | 5       | 0    |                       |
| 27   | UZB Uzbequistão            | 3:45.23 | 5       | 9    |                       |
| 28   | COL Colômbia               | 3:46.45 | 3       | 1    |                       |
| 29   | SIN Singapura              | 3:48.74 | 4       | 8    |                       |
| 30   | IND Índia                  | 3:48.85 | 2       | 6    |                       |
| 31   | PHI Filipinas              | 3:49.65 | 3       | 8    |                       |
| 32   | PER Peru                   | 3:55.35 | 4       | 9    |                       |
| 33   | MAC Macau                  | 3:57.44 | 3       | 9    |                       |
| 34   | SEN Senegal                | 3:58.70 | 2       | 2    |                       |
| 35   | UAE Emirados Árabes Unidos | 4:00.37 | 2       | 3    |                       |
| 36   | ARM Armênia                | 4:04.89 | 2       | 5    |                       |
| 37   | PNG Papua-Nova Guiné       | 4:05.62 | 2       | 7    |                       |
| 38   | MLT Malta                  | 4:08.49 | 1       | 5    |                       |
| 39   | TAH Polinésia Francesa     | 4:08.78 | 1       | 2    |                       |
| 40   | ALB Albânia                | 4:16.13 | 2       | 8    |                       |
| 41   | MOZ Moçambique             | 4:21.81 | 1       | 3    |                       |
| 42   | MNP Marianas Setentrionais | 4:29.77 | 2       | 0    |                       |

### Final
Estes são os resultados da final:
| Pos.              | País               | Raia | Tempo   | Notas                 |
| ----------------- | ------------------ | ---- | ------- | --------------------- |
| Medalha de ouro   | USA Estados Unidos | 3    | 3:27.28 | Recorde mundial       |
| Medalha de prata  | GER Alemanha       | 4    | 3:28.58 |                       |
| Medalha de bronze | AUS Austrália      | 5    | 3:28.64 |                       |
| 4                 | BRA Brasil         | 2    | 3:29.16 | Recorde sul-americano |
| 5                 | FRA França         | 6    | 3:29.73 |                       |
| 6                 | RUS Rússia         | 7    | 3:30.60 |                       |
| 7                 | JPN Japão          | 8    | 3:30.91 |                       |
| -                 | GBR Grã-Bretanha   | 1    | DSQ     |                       |

## Novos recordes
| Tipo                  | Atleta         | Tempo   | Local | Data                | Ref |
| --------------------- | -------------- | ------- | ----- | ------------------- | --- |
|                       | Estados Unidos | 3:27.28 | Roma  | 2 de agosto de 2009 | ver |
| Recorde do campeonato | Estados Unidos | 3:27.28 | Roma  | 2 de agosto de 2009 | ver |

Legenda
| Recorde mundial       | Recorde mundial (World record)               |                       | Recorde africano                      | Recorde africano (African) |                                           | Q | Classificado por posição (Qualified) |
| Recorde do campeonato | Recorde do campeonato (Championship record)  | Recorde da América    | Recorde da América (Americas)         | q                          | Classificado por melhor tempo (Qualified) |   |                                      |
| Melhor marca do ano   | Melhor marca do ano (World leading)          | Recorde asiático      | Recorde asiático (Asian)              | DNS                        | Não largou (Did not start)                |   |                                      |
| Recorde nacional      | Recorde nacional (National record)           | Recorde europeu       | Recorde europeu (European)            | DNF                        | Não terminou (Did not finish)             |   |                                      |
| Recorde pessoal       | Recorde pessoal do atleta (Personal best)    | Recorde da Oceania    | Recorde da Oceania (Oceania)          | DSQ / DQ                   | Desclassificado (Disqualified)            |   |                                      |
| Recorde da temporada  | Recorde da temporada do atleta (Season best) | Recorde sul-americano | Recorde sul-americano (South America) | NM                         | Sem marca (No mark)                       |   |                                      |